# Лонгв'ю (Альберта)
Лонгв'ю (англ. Longview) — село в Канаді, у провінції Альберта, у складі муніципального району Футгіллс.

## Населення
За даними перепису 2016 року, село нараховувало 307 осіб, показавши зростання на 0,0%, порівняно з 2011-м роком. Середня густина населення становила 278,3 осіб/км².
З офіційних мов обидвома одночасно володіли 20 жителів, тільки англійською — 285. Усього 15 осіб вважали рідною мовою не одну з офіційних.
Працездатне населення становило 145 осіб (54,7% усього населення), рівень безробіття — 6,9% (0% серед чоловіків та 0% серед жінок). 58,6% осіб були найманими працівниками, а 37,9% — самозайнятими.
Середній дохід на особу становив $48 821 (медіана $33 664), при цьому для чоловіків — $61 898, а для жінок $37 248 (медіани — $41 536 та $28 128 відповідно).
30,2% мешканців мали закінчену шкільну освіту, не мали закінченої шкільної освіти — 15,1%, 56,6% мали післяшкільну освіту, з яких 20% мали диплом бакалавра, або вищий.
| Статево-вікова структура населення | Статево-вікова структура населення | Статево-вікова структура населення | Статево-вікова структура населення | Статево-вікова структура населення |
| ---------------------------------- | ---------------------------------- | ---------------------------------- | ---------------------------------- | ---------------------------------- |
|                                    |                                    |                                    |                                    |                                    |
| Всього                             | Всього                             | 48,4%51,6%                         |                                    |                                    |
| 0 — 14 років                       | 0 — 14 років                       |                                    | 11,5%                              | 11,5%                              |
| 15 — 64 років                      | 15 — 64 років                      |                                    | 65,6%                              | 65,6%                              |
| 65 і більше                        | 65 і більше                        |                                    | 23%                                | 23%                                |
| 85 і більше                        | 85 і більше                        |                                    | 3,3%                               | 3,3%                               |
| Середній вік (років)               | Середній вік (років)               | 46,647,2                           | 46,9                               | 46,9                               |
| Медіана (років)                    | Медіана (років)                    | 51,252,0                           | 51,6                               | 51,6                               |
| — чоловіки — жінки                 |                                    |                                    |                                    |                                    |

| Походження мешканців:     | Походження мешканців:     | Походження мешканців: | Походження мешканців: | Походження мешканців: |
| ------------------------- | ------------------------- | --------------------- | --------------------- | --------------------- |
| Походження                |                           |                       | осіб                  | %                     |
| Корінні американці        | Корінні американці        |                       | 20                    | 6.56%                 |
| Інше північноамериканське | Інше північноамериканське |                       | 80                    | 26.23%                |
| Європейське               | Європейське               |                       | 245                   | 80.33%                |
| британське                | британське                |                       | 185                   | 60.66%                |
| французьке                | французьке                |                       | 55                    | 18.03%                |
| українське                | українське                |                       | 35                    | 11.48%                |
| Африканське               | Африканське               |                       | 10                    | 3.28%                 |
| Азійське                  | Азійське                  |                       | 10                    | 3.28%                 |

| Зайнятість населення за галузями (за класифікацією NOC): | Зайнятість населення за галузями (за класифікацією NOC): | Зайнятість населення за галузями (за класифікацією NOC): | Зайнятість населення за галузями (за класифікацією NOC): | Зайнятість населення за галузями (за класифікацією NOC): |
| -------------------------------------------------------- | -------------------------------------------------------- | -------------------------------------------------------- | -------------------------------------------------------- | -------------------------------------------------------- |
|                                                          |                                                          |                                                          |                                                          |                                                          |
| Управління                                               | Управління                                               |                                                          | 10,7%                                                    | 10,7%                                                    |
| Бізнес, фінанси та адміністрування                       | Бізнес, фінанси та адміністрування                       |                                                          | 14,3%                                                    | 14,3%                                                    |
| Охорона здоров'я                                         | Охорона здоров'я                                         |                                                          | 7,1%                                                     | 7,1%                                                     |
| Освіта, правозахист, муніципальні та урядові служби      | Освіта, правозахист, муніципальні та урядові служби      |                                                          | 7,1%                                                     | 7,1%                                                     |
| Мистецтво, культура, відпочинок та спорт                 | Мистецтво, культура, відпочинок та спорт                 |                                                          | 7,1%                                                     | 7,1%                                                     |
| Роздрібна торгівля та послуги                            | Роздрібна торгівля та послуги                            |                                                          | 17,9%                                                    | 17,9%                                                    |
| Гуртова торгівля, транспорт та обладнання                | Гуртова торгівля, транспорт та обладнання                |                                                          | 32,1%                                                    | 32,1%                                                    |
| Природні ресурси, сільське господарство                  | Природні ресурси, сільське господарство                  |                                                          | 7,1%                                                     | 7,1%                                                     |
| Виробництво                                              | Виробництво                                              |                                                          | 10,7%                                                    | 10,7%                                                    |

## Клімат
Середня річна температура становить 3,6°C, середня максимальна – 20,8°C, а середня мінімальна – -15,7°C. Середня річна кількість опадів – 505 мм.
| Клімат поселення                              | Клімат поселення | Клімат поселення | Клімат поселення | Клімат поселення | Клімат поселення | Клімат поселення | Клімат поселення | Клімат поселення | Клімат поселення | Клімат поселення | Клімат поселення | Клімат поселення | Клімат поселення |
| Показник                                      | Січ.             | Лют.             | Бер.             | Квіт.            | Трав.            | Черв.            | Лип.             | Серп.            | Вер.             | Жовт.            | Лист.            | Груд.            |                  |
| Середній максимум, °C                         | −1,8             | 0,98             | 4,80             | 10,36            | 15,58            | 19,34            | 20,84            | 20,76            | 15,82            | 10,84            | 2,99             | −1,41            |                  |
| Середня температура, °C                       | −8,75            | −5,98            | −2,15            | 3,39             | 8,62             | 12,38            | 15,06            | 14,98            | 10,04            | 5,06             | −2,79            | −7,19            |                  |
| Середній мінімум, °C                          | −15,72           | −12,94           | −9,1             | −3,56            | 1,65             | 5,43             | 9,28             | 9,20             | 4,25             | −0,73            | −8,57            | −12,97           |                  |
| Норма опадів, мм                              | 22               | 22               | 29               | 42               | 64               | 93               | 57               | 59               | 52               | 22               | 20               | 23               |                  |
| Середньомісячна швидкість вітру, м/с          | 3.90             | 3.52             | 3.91             | 3.91             | 3.81             | 3.61             | 3.25             | 3.09             | 3.35             | 3.72             | 3.88             | 3.76             |                  |
| Середньомісячна сонячна радіація, кДж/м²·день | 4054             | 7397             | 12671            | 16999            | 20377            | 21777            | 23223            | 19787            | 13934            | 8439             | 4370             | 3131             |                  |
| --------------------------------------------- | ---------------- | ---------------- | ---------------- | ---------------- | ---------------- | ---------------- | ---------------- | ---------------- | ---------------- | ---------------- | ---------------- | ---------------- | ---------------- |
| Джерело:                                      |                  |                  |                  |                  |                  |                  |                  |                  |                  |                  |                  |                  |                  |